# Vito Donato Epifani
Vito Donato Epifani (San Vito dei Normanni, 23 giugno 1848 – San Vito dei Normanni, 15 agosto 1922) è stato un patriota, giurista e scrittore italiano.
Di idee repubblicane e liberali fu anche docente di economia all'Università di Napoli negli anni settanta del XIX secolo;avvocato difensore soprattutto di poveri e diseredati; autore di numerosi saggi politico-economici, oltre che di tragedie e altre opere letterarie.
Molto ammirato dai concittadini fu eletto sindaco di San Vito per due mandati; nel 1886 in occasione di una epidemia di colera si adoperò con tutte le sue forze ricorrendo ad amici influenti e utilizzando risorse economiche personali per organizzare i soccorsi ai malati, meritando così il riconoscimento ufficiale del Governo guidato da Francesco Crispi

## Vita

### Le origini
Vito Donato Epifani nasce in San Vito degli Schiavoni (oggi San Vito dei Normanni), distretto di Brindisi, in provincia di Terra d'Otranto, da Giacinto Epifani e da Maria Francesca Gagliani, proprietari terrieri che vivevano del lavoro della propria terra, primo di sette fratelli, alle ore 23 del giorno 23 giugno 1848 (dal registro agli atti presso la Chiesa di Santa Maria della Vittoria, risulta nato il 14 giugno 1848 alle ore 15:00).
Dalle scarse notizie sulla sua infanzia e adolescenza si evince che, avviato agli studi presso maestri privati, rivela ben presto doti non comuni di intelligenza ed eccezionali capacità di apprendimento. Per queste sue qualità, su consiglio degli stessi maestri, ottiene dai familiari di potersi recare a Napoli, per compiervi gli studi universitari.

### Il periodo napoletano
Nell'Università partenopea, ove approda quasi diciassettenne intorno al 1865, si dedica allo studio delle materie giuridiche ed economiche, distinguendosi fra i compagni e ponendosi in ottima luce per l'eccezionale capacità di apprendimento e per il fervore delle idee patriottiche e sociali, grazie alle quali entra a far parte dei circoli intellettuali dell'ex capitale borbonica in cui, insieme con le impressioni sulle Nouvelle Vague artistiche e letterarie (sono i circoli, per intendersi, cui anche stranieri illustri, come Dostoevskij, accompagnato in quegli anni - 1863 - da Apollinarija Sùslova, Aleksander Ivanovic Herzen, liberalsocialista esule dalla sua patria, e tanti altri, fanno capo nei non infrequenti soggiorni napoletani), si agitano idee repubblicane e socialiste.
Sono gli anni in cui, dopo la spedizione dei Mille e il referendum popolare nell'Italia del Sud (1860), è appena nato il Regno d'Italia (1861).
Epifani vive intensamente la temperie politico-filosofico-letteraria del suo tempo ed è in contatto, anche fuori di Napoli, con elementi della sinistra, socialisti, liberali, mazziniani o capi di movimenti rivoluzionari, approdati alla Camera dei deputati sull'onda delle votazioni per l'elezione del primo Parlamento nazionale: sono uomini come: Gloriano Del Zio, Francesco Domenico Guerrazzi, Giovanni Bovio, Federico Seismit-Doda, Gaetano Brunetti e altri, coi quali l'Epifani mantiene una corrispondenza epistolare; non manca, fra questi, lo stesso Giuseppe Garibaldi.

### Dal 1870 al 1880
Nel 1870, appena ventiduenne, l'Epifani dà alle stampe un "Programma per la democrazia italiana", che nasce dalle meditazioni e dalle discussioni sulla situazione dell'Italia e sul suo avvenire ed esprime un'originale concezione circa l'assetto istituzionale dello Stato e il decentramento regionale; concezione, questa, che l'Epifani riprenderà e svilupperà in opere successive, di più vasta mole e di più profonda riflessione, ma che i tempi - nonostante l'approvazione di alcuni pensatori progressisti coi quali l'Epifani è in sintonia - non sono ancora maturi a recepire e che, almeno a partire dal periodo rattazziano, resterà trascurata per quasi un secolo.
Nel 1871 Vito Donato Epifani insegna Economia Politica nell'Ateneo napoletano, come s'intende da un biglietto che Giuseppe Garibaldi gli inviò da Roma, il 13 febbraio.
Nel 1872 vede la luce, presso l'Editore G. Nobile, il "Sistema di economia politica", opera di vasto respiro in cui Epifani giustifica l'apparente originalità di talune idee, specie politiche, con il ricorso agli strumenti di una vasta cultura, quasi impensabile in un ventiquattrenne. L'opera, a distanza di oltre un secolo, mette in evidenza la figura e il pensiero del precursore, ma già al suo apparire suscita notevole interesse per l'arditezza delle soluzioni prospettate che, pur denotando una mentalità dì stampo prettamente repubblicano, risultano sempre dall'obiettiva e distaccata disamina delle posizioni contemporanee più rappresentative.
In questo stesso periodo, Epifani pone mano alla fondazione di un giornale o periodico, "di fondo vulcanico e di forma nobilmente calma", da intitolare "Il Genio d'Italia", del quale stende il programma. Questo sembra destare notevole interesse e viene patrocinato, particolarmente, da G. Bovio che, in successivi viaggi a Napoli, si tiene in stretto contatto con Epifani e col circolo dei suoi amici ma, nonostante gli sforzi più generosi e i diversi tentativi effettuati, la pubblicazione rimane - probabilmente - allo stato di progetto, soprattutto a causa dell'ostilità che suscita negli ambienti conservatori e filomonarchici.
Invero non gli mancano, anche in questo periodo di maggior consolidamento della monarchia sabauda e pur dopo gli inevitabili dispiaceri conseguenti alla pubblicazione del "Sistema", riconoscimenti e appoggi ma, seguendo la necessità imposta dai tempi, i primi sono sempre meno espliciti e i secondi meno consistenti. Fra questi è, comunque, da annoverare l'atto, indubbiamente coraggioso, della "Associazione dei Tipografi di Napoli” in S. Domenico Maggiore che, in data 11 giugno 1875, gli tributa un omaggio tutt'altro che simbolico, chiamandolo a entrare onorariamente nel sodalizio, e quindi garantendogli possibilità editoriali altrimenti impensabili, allo scopo di "poter annoverare tra i suoi socii onorarii una persona che all'alto senno e dottrina accoppiasse una volontà decisa a fare il bene dei suoi simili, e massime delle classi operaie".
Nel 1876 pubblica un'opera sulle Dogane.
A metà degli anni '70 il clima di accese tensioni e speranze patriottiche, che si era andato rapidamente sviluppando in tutti gli ambienti intellettuali napoletani subito dopo la caduta dei Borboni, è ormai quasi esausto e le nuove disposizioni governative riguardo agli istituti superiori di cultura, piuttosto che gettare le basi di un nuovo e moderno sistema universitario nazionale, tendono a "piemontesizzare" le istituzioni esistenti nelle diverse provincie del Regno di Napoli; creando l'ambiente adatto, da un canto, per inopinate ascese alla cattedra di uomini fedeli al nuovo regime, e, dall'altro, per altrettanto repentine eclissi di oppositori, veri e presunti.
Fra questi ultimi è anche Epifani che, pur senza mai adattarsi alla mortificazione dell'abiura, tenta dì salvaguardare, con tutti i mezzi leciti, il proprio diritto. Costituisce, a tal fine, un "Circolo dei liberi docenti" che, nel 1876, conta una sessantina di iscritti, evidentemente stretti dalla necessità di far fronte comune contro eventuali abusi.
In una lettera del 1º ottobre di quell'anno, il collega e amico Enrico Pozzetti, mettendolo a parte delle fatiche e delle brighe necessarie per conservare la cattedra, gli scrive testualmente:
Ancora per qualche tempo, egli non disarma, nel tentativo di conservare la cattedra senza peraltro rinunziare ad alcuna delle proprie idee, compreso il programma relativo alla pubblicazione de "II Genio d'Italia". Di questo progetto discute anche con l'amico A. Poulet-Malassis, avventuroso e geniale editore parigino, approdato a Napoli pochi anni dopo aver pubblicato Les fleurs du mal e altre importanti opere di Baudelaire e di altri noti scrittori francesi. Il Poulet-Malassis gli offre spazio e disponibilità nella rivista "Le bien publique", ma gli avvenimenti precipitano: per un disguido burocratico, autentico o architettato, la pratica, intesa a mettere in regola con le nuove norme la posizione universitaria dell'Epifani viene respinta; egli, ravvisando un'irregolarità nella composizione della Commissione ministeriale esaminatrice, protesta e invoca l'intervento di amici influenti, come il Bovio; ma il piemontese M. Ceppino, Ministro della P. I., risponde che tutto è stato regolare, che la prova dell'Epifani non è stata soddisfacente e che l'apposita Commissione, regolarmente costituita, ha rettamente proceduto.
Siamo nel 1878 ed Epifani, ormai trentenne, deluso dalla piega presa dagli avvenimenti, nazionali e personali, non ha altro da fare che un triste, seppur fiero, ritorno al paese natìo, nel quale resterà fino alla morte come in un volontario esilio.

### Il periodo a San Vito
Nel volontario esilio a San Vito, l'Epifani prende moglie Stella Conte e si dedica all'agricoltura e alla professione di avvocato, che esercita soprattutto a favore dei poveri e dei diseredati, sostenendo senza compenso importanti cause per l'affrancazione delle terre dai canoni enfiteutici e da residui censi d'origine feudale.
Dopo pochi anni di matrimonio perde la giovane moglie, che muore lasciando tre figli in tenera età. Nel 1901 sposa Rosa Leozappa, dalla quale ha quattro figli; una figlia della prima moglie e un figlio della seconda moriranno, poi, giovanissimi.
Molto ammirato dai concittadini, viene eletto sindaco per due volte consecutive e quando, durante lo svolgimento del mandato, scoppia un'epidemia di colera (1886), egli organizza i soccorsi ai malati e la difesa sanitaria della popolazione in maniera eccellente, sfruttando gli aiuti che può ancora ricevere dai molti amici influenti degli anni napoletani; merita così il plauso personale del Ministro dell'Interno e uno speciale riconoscimento dal Governo Crispi, quale benemerito della salute pubblica (1888). Ciò non impedisce che, sette anni più tardi, egli venga esonerato, per motivi non chiari, dall'incarico di Vice-Conciliatore, ricoperto nel Comune.
Durante il lungo periodo trascorso a San Vito, rifiutando le frequenti suggestioni a entrare in politica, egli dedica il suo maggiore impegno a un'opera che deve rappresentare la summa del pensiero sociale, politico ed economico dell'epoca; il poderoso manoscritto, intitolato "Synologia", partecipa al concorso al Premio reale per le scienze sociali ed economiche, indetto dalla Reale Accademia dei Lincei nel 1883. Scrive anche tragedie e altre opere letterarie.
Invano, però, l'Epifani tenta di dare alle stampe questi scritti: la sua dote migliore, riconosciuta dagli ambienti napoletani nella "parola eloquente, facile e persuasiva", si è trasformata, agli occhi della polizia di regime, in un tratto eminentemente negativo, che lo connota quale "elemento estremamente pericoloso e dal fascino irresistibile sulla gioventù", bloccandone ogni iniziativa. Sicché, giustamente, egli può concludere la "Synologia" affermando con rassegnata tristezza, ma pure con un pizzico di orgoglio, di non aver mai potuto contare sulla fortuna, a lui sempre, "in certo modo", avversa.
Muore il 15 agosto 1922, nella sua casa di campagna. Ma il marchio di "elemento estremamente pericoloso" continua a gravare sulle sue opere inedite, tali ancora ai nostri giorni.

## Opere
- Programma per la democrazia italiana, Napoli, Stab. tip. di Fr. Saverio Tornese, 1870.
- Sistema di economia politica, Napoli, Stab. G. Nobile, 1872.
- Le dogane, Napoli-Trani, 1876.
- Sinologia, 1883.